# فرورفتگی دریاچه‌های بزرگ
فرورفتگی دریاچه‌های بزرگ (به لاتین: Great Lakes Depression) یک فرورفتگی (زمین‌شناسی) در مغولستان است. فرورفتگی دریاچه‌های بزرگ ۷۵۰ تا ۲٬۰۰۰ متر بالاتر از سطح دریا واقع شده‌است.